# UNICEF
UNICEF (United Nations Children's Fund) blev oprettet af Forenede Nationer efter 2. Verdenskrig den 11. december, 1946. Mange børn sultede og led på anden måde efter fem års krig, og UNICEF fik til opgave at hjælpe dem. Lige siden har organisationen arbejdet med nødhjælp, katastrofehjælp og udviklingshjælp i hele verden, specielt hjælp til børn. Navnet blev forkortet fra United Nations International Children's Emergency Fund til den nuværende form i 1953, det kendte akronym stammer fra det gamle navn. Organisationens hovedkvarter ligger i New York. Store kontorer ligger endvidere i Genève og Tokyo og et verdenslager i København. Ann Veneman er generaldirektør for organisationen. UNICEF har ca. 7000 medarbejdere fordelt i 157 forskellige lande verden over. Ca. 85 % af medarbejderne arbejder i felten for UNICEF. I 1965 fik UNICEF Nobels Fredspris.
Et af de vigtigste principper i UNICEF's arbejde er at hjælpe, der hvor nøden er størst. UNICEF er uafhængig og upolitisk. Det vil sige, at for eksempel i en krig mellem to lande, kan UNICEF gå ind og hjælpe nødlidende børn og mødre i begge lande. Organisationen støttes af frivillige bidragydere og er derfor afhængig af donationer fra regeringer og private givere.
UNICEF får totalt set ca. 10 milliarder kroner ind hvert år i form af gaver og pengedonationer. Pengene fordeles hovedsageligt til følgende poster:
- 28 % til sundhed og tryghed under den tidlige barndom.
- 24 % til vaccinationer.
- 19 % til uddannelse af piger.
- 11 % til udsatte og udnyttede børn.
- 9 % til HIV/AIDS-projekter.
- 9 % til øvrige udgifter.

(Tallene er fra år 2002)
I Danmark kender vi måske organisationen bedst fra de mange julekalendre fra TV, hvor overskud fra køb af de dertil hørende papirsjulekalendre ofte er gået til UNICEF.
Susanne Dahl har siden 2022 været generalsekretær for UNICEF Danmark.
Ambassadører for UNICEF Danmark er:
- Per Larsen
- Rasmus Walter
- Ellen Hillingsøe
- Sofie Østergaard
- Rasmus Brohave
- Simi Jan
- Kasper Hjulmand
- Mathias "Zanka" Jørgensen
- Joakim Mæhle
- Emilia Van Hauen
- Rane Willerslev
- Mads Steffensen
- Abdel Aziz Mahmoud
- Rasmus Kolbe
- Nicolaj Kopernikus
- Rikke Hertz
- Maria Jencel
- Cecilie Hother

## Organisationens hovedinteresser
I dag har UNICEF udvalgt sig 5 hovedinteresser:
Uddannelse af piger, vaccinationsprogrammer, sikring af børns rettigheder, HIV/AIDS og forbedring af den tidlige barndom. Andre af organisationens interesser inkluderer: Børnedødelighed, barnet i familien og sport som hjælp til udvikling. Organisationen har 14 forskellige metoder til at nå til målene. F.eks. direkte indblanding, uddannelse, research og dataindsamling.

## Uddannelse af piger
Uddannelse giver en beviselig forbedring af menneskers livsvilkår – også børns. At uddanne unge kvinder giver en enorm forbedring for både den nuværende og de kommende generationer. Specielt påvirker uddannelsesprogrammet en bred vifte af UNICEFs kerneområder positivt, bl.a. børnedødeligheden, barnet i familien, vaccinationsprogrammerne og arbejdet for børns rettigheder.
UNICEFs mål er at få flere piger til at gå i skole, at sikre de bliver i skolen og at de derigennem bliver udstyret med de basale redskaber, som de har brug for for at få succes senere i livet. UNICEF forsøger aktivt at fremskynde pigers uddannelse i 25 udvalgte lande i perioden 2002 – 2005.

## Vaccinationsprogrammer
Vaccinationsprogrammer er en direkte indblanding. Det er en metode, der har forbedret børns helbred over hele verden over de sidste 20 år. Men trods programmernes succes dør stadig mere end 20 millioner børn hvert år af sygdomme, der kunne have været forhindret ved billige vacciner. Ud over vaccinationerne muliggør programmernes direkte intervention også uddannelse af folk, og for eksempel uddeling af kosttilskud og insekticid-behandlede moskitonet. Disse livsbevarende tiltag gør vaccinationsprogrammerne til et magtfuldt redskab i kampen for forbedring af børns helbred.

## Sikring af børns rettigheder
Hver dag tvinges børn til at være soldater, prostituerede og børnearbejdere. De udnyttes, krænkes og mishandles, og resultatet er uuddannede, syge og fattige børn. UNICEF arbejder på flere måder for at kunne tilbyde beskyttelse, støtte og fremgang for børns rettigheder, både ved at arbejde med det enkelte individ, men også ved arbejde i civile grupper, i regeringer og i den private sektor.

## HIV/AIDS
14 millioner børn er nu forældreløse på grund af AIDS. Halvdelen af nye infektioner er af mennesker under 25 år, hvoraf pigerne er hårdest ramt. UNICEF arbejder for at beskytte og hjælpe forældreløse børn og for at forhindre smitte fra forældre til børn. UNICEF har også flere programmer, der er oprettet for at forhindre online og offline børnepornografi.

## Forbedring af den tidlige barndom
UNICEF mener at ethvert barn skal sikres den bedste start i livet – barnets fremtid, men også samfundets fremtid afhænger af dette. Børn, deres forældre og samfundet som helhed skal sikres vaccinationer, en afbalanceret kost og rent drikkevand, og de basale sanitære forhold skal være på plads. Børn skal registreres ved fødslen, de skal beskyttes imod misbrug og forsømmelse og skal have kærlighed og omsorg såvel som støtte til og mulighed for uddannelse. Specielt piger og kvinder skal være ved godt helbred, have en uddannelse, have støtte til deres familie, og deres rettigheder skal respekteres. De skal informeres om sundhed og sundhedsmæssige farer for dem selv og deres børn ved tidlige graviditeter og ved amning. Sundheden for mødre er direkte forbundet med sundheden og overlevelsen for deres børn.

## Verdens førende børneorganisation
UNICEF er verdens førende børneorganisation. Igennem de 60 år organisationen har eksisteret er den blevet en primær reference for regeringer og NGO'er, da organisationen samler og udgiver mere materiale om børns helbred og betingelser end nogen anden organisation. UNICEF har organiseret verdensomspændende indsamlinger til programmer til direkte hjælp til børn.
Men mange grupper, regeringer og individer har kritiseret UNICEF gennem årene, for ikke at opnå mål for organisationens primære målgruppe. Nogle af de seneste eksempler er da organisationen ikke magtede at forhindre slaveri i det sydlige Sudan, organisationens modstand mod reklamer for mælkeerstatninger på hospitaler i udviklingslandene, og organisationens vilje til at følge 1990-konventionen for børns rettigheder, som er blevet ratificeret af alle verdens regeringer undtagen USAs og Somalias.
I modsætning til NGO'er (non-governmental organisation, på dansk ikke-statslig organisation) er UNICEF en IGO (inter-governmental organisation, på dansk mellem-statslig organisation), hvilket betyder at organisationen holdes ansvarlig overfor regeringer. Dette giver organisationen en unik rækkevidde og adgang i alle verdens lande men hæmmer også af og til organisationens muligheder for at råbe op når rettigheder krænkes. UNICEF er blevet kritiseret for ikke at være politisk uafhængig, specielt i Israel, og den katolske kirke stoppede sine donationer til organisationen, da UNICEF støttede sterilisationer, aborter og svangerskabsforebyggende midler.